# Gautamkot
Gautamkot (nepalski: गोतामकोट) – gaun wikas samiti w zachodniej części Nepalu w strefie Rapti w dystrykcie Rukum. Według nepalskiego spisu powszechnego z 2001 roku liczył on 944 gospodarstw domowych i 4978 mieszkańców (2425 kobiet i 2553 mężczyzn).